# Simplicia
Simplicia és un gènere de plantes de la família de les poàcies. És originari de Nova Zelanda. Comprèn 2 espècies descrites i acceptades.
El gènere va ser descrit per Thomas Kirk i publicat a Transactions and Proceedings of the New Zealand Institute 29: 497. 1897. L'espècie tipus és: Simplicia laxa Kirk

## Espècies acceptades
A continuació es brinda un llistat de les espècies del gènere Simplicia acceptades fins a juliol de 2011, ordenades alfabèticament. Per a cadascuna s'indica el nom binomial seguit del de l'autor, abreujat segons les convencions i usos.
- Simplicia buchananii (Zotov) Zotov
- Simplicia laxa Kirk